# Dea Trier Mørch

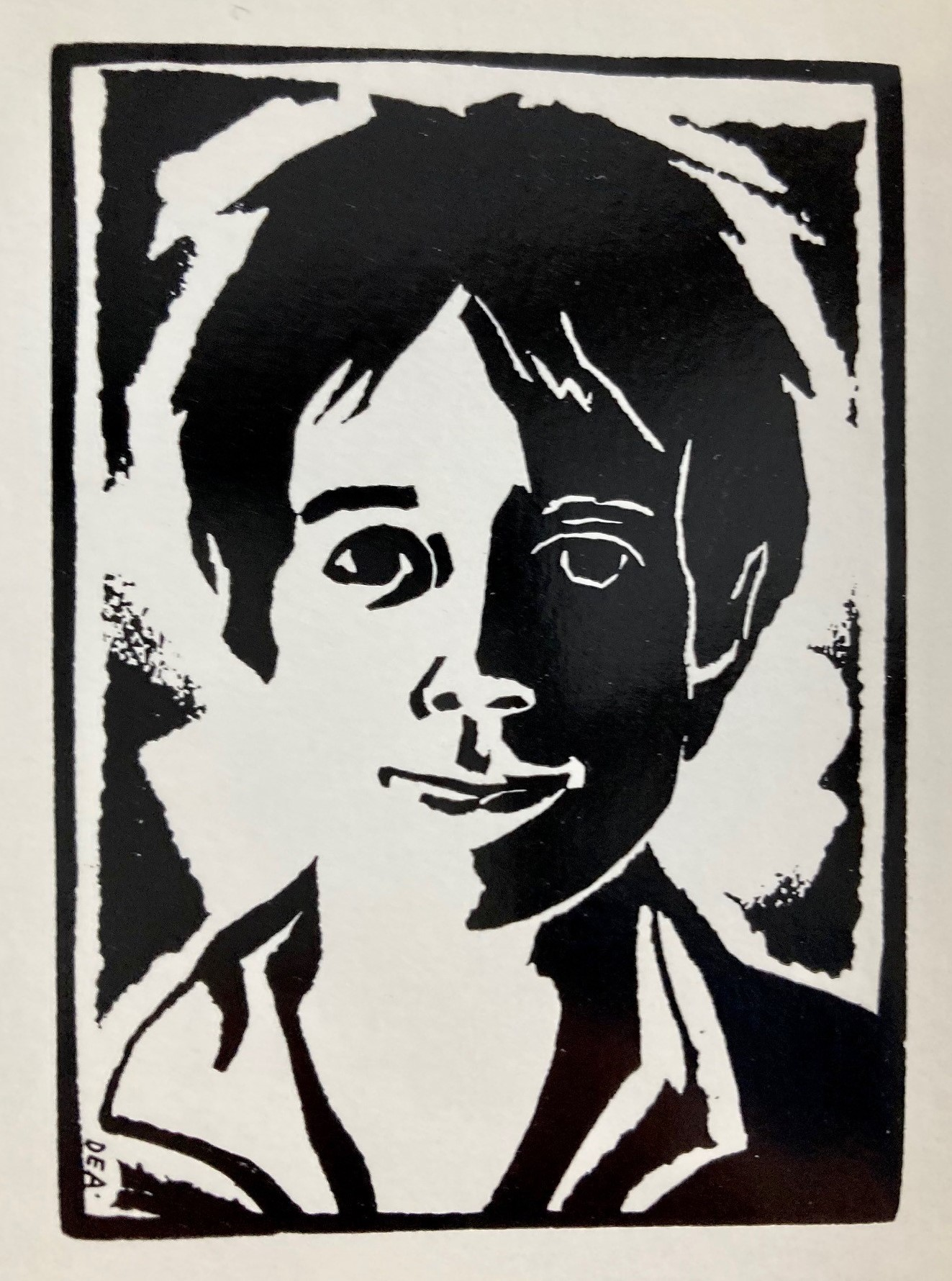
Selbstportrait von Dea Trier Mørch (Linolschnitt um 1976)

Dea Trier Mørch (* 9. Dezember 1941 in Kopenhagen; † 26. Mai 2001 ebenda) war eine dänische Grafik-Künstlerin und Schriftstellerin. Zugleich war sie eine Ikone der dänischen Frauenbewegung. Sie wurde 1976 mit dem Roman “Vinterbørn” (Winterkinder) international berühmt. Ihre vielfältigen und z. T. großformatigen grafischen Arbeiten (Plakate, Flugblätter und auch Buchillustrationen) konnte sie seit den späten 1970er Jahren in zahlreichen Ausstellungen mit großem Erfolg präsentieren. 2010 wurde ihr in Dänemark eine Briefmarke in der Serie Berühmte Dänen gewidmet.

## Biografie
Dea Trier Mørch wurde als Tochter der Architektin Elisabeth [Ibi] Trier Mørch (1910–1980) und dem ministeriellen Referatsleiter Florian Martensen-Larsen (1911–1998), Ritter des Dannebrogordens geboren. Den Vornamen bekam sie nach ihrer Tante mütterlicherseits Inger Dorthea (Dea) Trier Mørch (1918–2008). Dea hatte einen drei Jahre jüngeren Bruder Andreas (1944–2021). Ihre Schulzeit verbrachte sie bis zur 10. Klasse im Sortedam Gymnasium (heute Sortedamskolen) in Kopenhagen. Bereits mit 16 Jahren verließ sie die Schule und begann 1958 ein Studium der Malerei an der Kunstakademie Kopenhagen und schloss es 1964 ab. Bereits 1962 konnte sie in zwei Ausstellungen, sowohl in der Kunstakademie als auch im Schloss Charlottenborg, eigene Werke präsentieren. 1964 schuf sie die Dekoration für die Revue Gud bevare Danmark (Gott bewahre Dänemark). Und 1967 kreierte sie das Bühnenbild für die Revue 1. Fiedel.

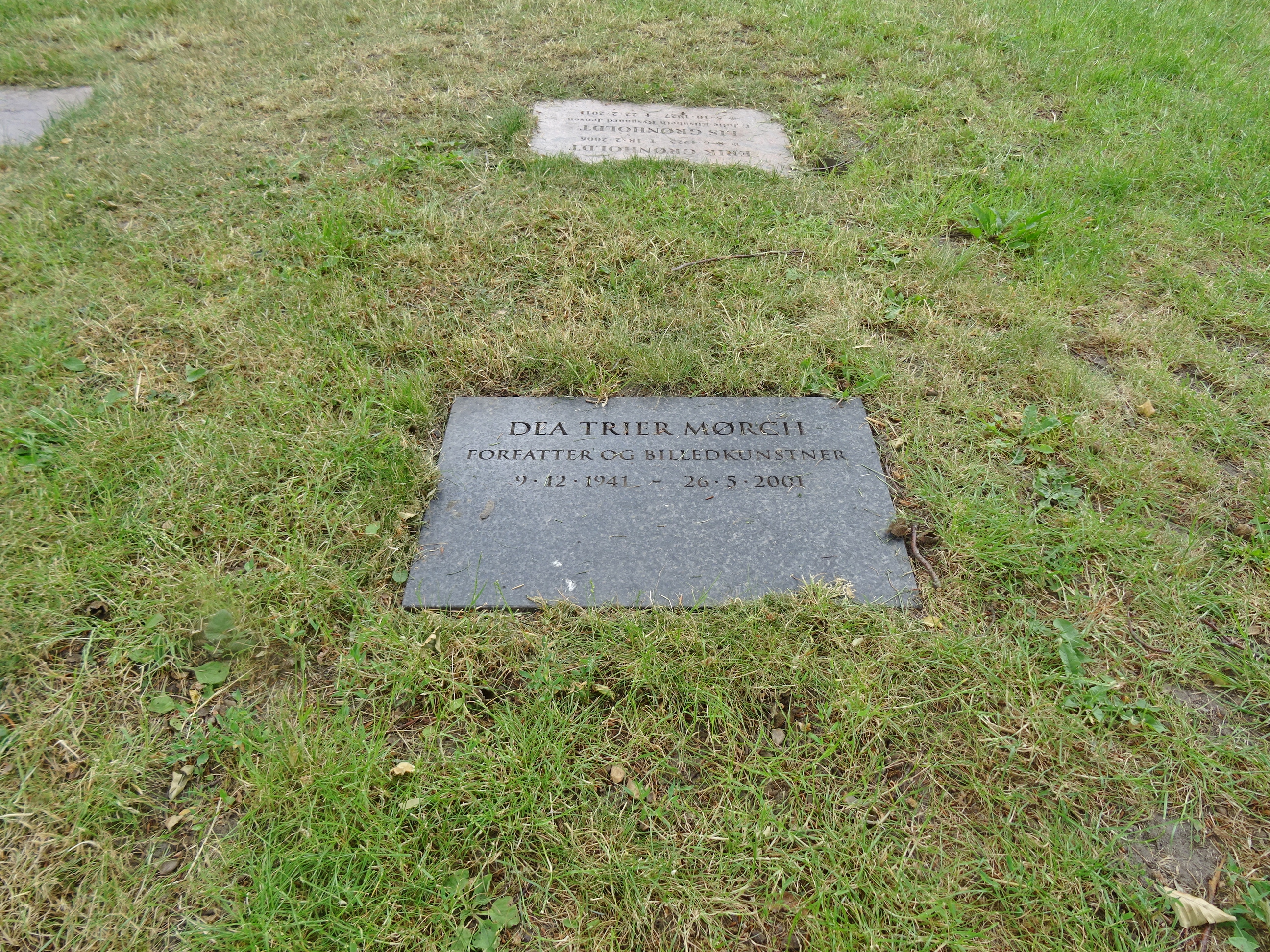
Grabplatte von Dea Trier Mørch auf dem Friedhof von Holmen in Kopenhagen

Bis 1967 setzte sie ihre Ausbildung an den Kunstakademien Warschau, Krakau, Belgrad, Leningrad und Prag fort. Reisen führten sie nach Polen und in weitere Länder des Ostblocks, später auch nach Amerika. Ihr erstes Buch, Sorgmunter Socialisme. Sovjetiske Raderinger (1968) (Sorgenfreier Sozialismus. Sowjetische Radierungen), illustriert mit ihren eigenen Arbeiten, gibt einen Überblick über ihre Reisen in der Sowjetunion. Ihre Begeisterung für die UdSSR und ihr Aufenthalt dort führten aber nicht dazu, dass sie stilistisch zum sowjetischen Sozialrealismus konvertierte. Für Dea Trier Mørch war „Sozialrealismus“ ein Ausdruck, von dem sie nicht zögerte, ihn „sentimental und schmutzig und unerträglich“ zu nennen. Das Ideal einer sozialistischen Kunst, einer proletarischen Kunst bewahrte sie sich trotz ihres deprimierenden Eindrucks von Kunst in der Sowjetunion.
Über ihre künstlerische Entwicklung und ihren Stil erzählte sie in einem Interview mit der dänischen Zeitung „information“, dass sie gestoppt worden war, abstrakt zu malen, obwohl ihr Professor an der Kunstakademie – Egill Jacobsen – in den Jahren zwischen 1940 und 1950 einer der wichtigsten Verfechter abstrakter Malerei gewesen war. „Ich denke, alle Künstler haben die Verpflichtung, Zeugen der Zeit zu sein, in der sie leben und ihr Zeugnis an die Menschen weiterzugeben, die es vielleicht schwer gehabt haben zu sehen und zu hören, was in der Welt passiert ist und wie die Welt ist“, erklärte Dea Trier Mørch 1968. Damit begründete sie den plakativen, am Realismus orientierten Stil ihrer grafischen Arbeiten.
Sie wurde Mitglied der Dänischen Kommunistischen Partei und war für ein paar Jahre Mitglied des zentralen Kulturausschusses. 1982 publizierte die Zeitung „Information“ ihren Essay Kunst und Kommunismus, in dem sie u. a. erklärte: „Der Parolenstil vom Ende der 60er bis hin zur Mitte der 70er ist nicht länger brauchbar. […] Die Kommunisten in Westeuropa müssen von der Auffassung wegkommen, dass ein sogenannter Dissident nicht gleich auch ein Feind des Sozialismus ist. […] Ich bin der Meinung, dass die DKP […] sich darauf festlegen sollte, dass solche Mittel wie Deportation, Zwangseinlieferung in eine Klinik oder Ausbürgerung nicht akzeptierbar sind.“ Der Essay erschien am 29. März und am nächsten Tag – dem 30. März – trat Mørch aus der Partei aus. Sie verließ die Partei zusammen mit einer Reihe anderer prominenter Kulturpersönlichkeiten aus Protest gegen die Kulturpolitik der Partei.
Seit 1968 gehörte sie zum Gründerkreis des sozialistisch orientierten Künstlerkollektivs Røde Mor (Rote Mutter), das sich 1969 etablierte. Seit den frühen 1970er Jahren lebte sie mit Troels Trier, einem der führenden Köpfe von Røde Mor, zusammen und heiratete ihn am 1. April 1977. Mit ihm hatte sie drei Kinder, von denen der Sohn Tobias Trier (* 13. Februar 1973) als Musiker bekannt ist und die jüngste Tochter Sara Trier (* 9. Januar 1975) als Schriftstellerin mehrere Bücher veröffentlicht hat. Die Ehe wurde bereits 1979 geschieden.
In den 1980er Jahren reiste sie zuerst nach Nordamerika, in die USA, dann nach Südamerika, dort insbesondere nach Chile und Kolumbien, wo sie sich an Wandmalerei-Projekten beteiligte. Diese Projekte setzte sie Anfang 1991 in Kuba und im Sommer desselben Jahres in Spanien fort.
Dea Trier Mørch starb an einer Krebserkrankung. Ihr Grab befindet sich auf dem Friedhof von Holmen in Kopenhagen.

## Das literarische Werk

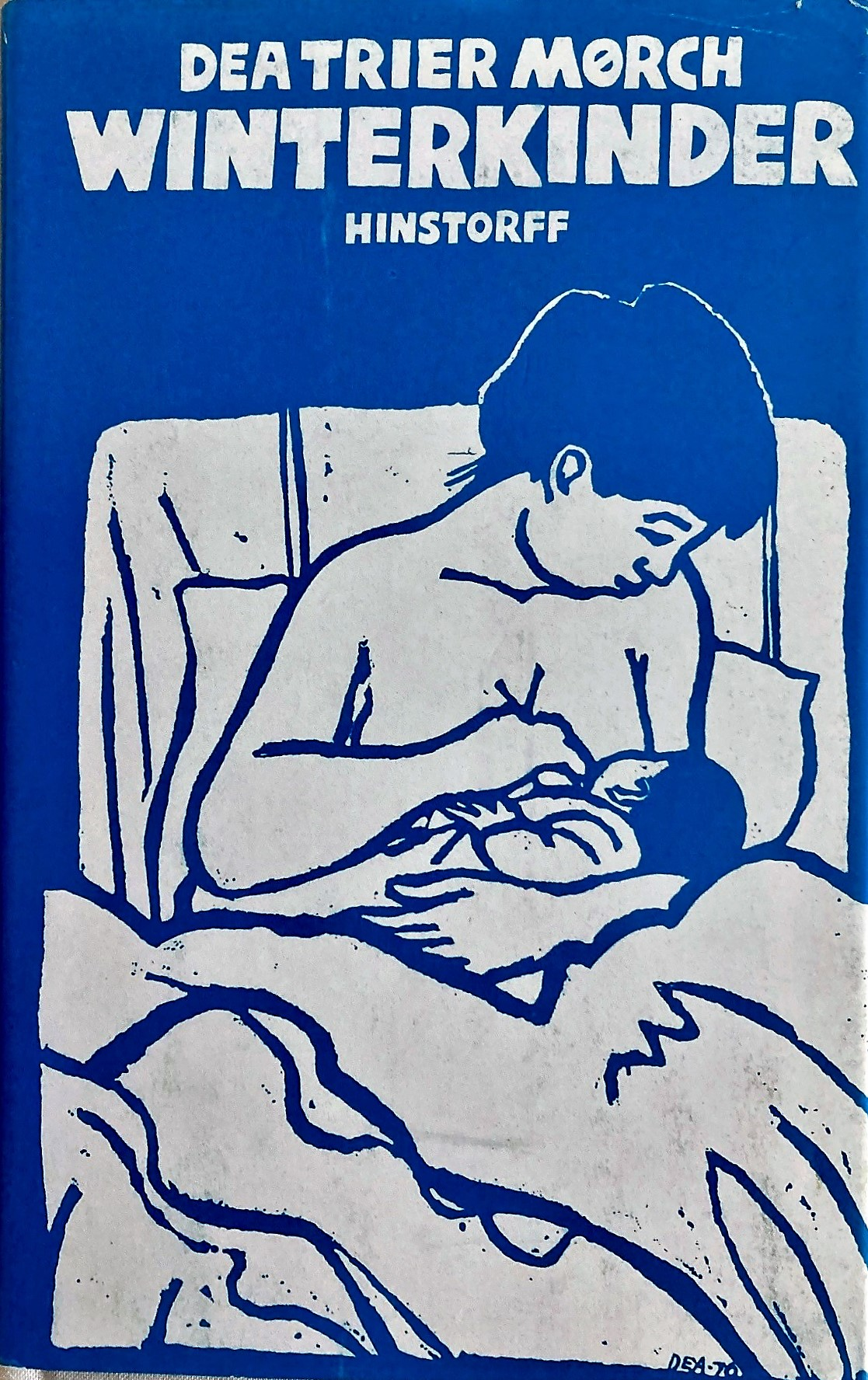
Umschlag des Romans Winterkinder von Dea Trier Mørch mit ihrem Linolschnitt. Der Umschlag der dänischen Ausgabe ist bis auf die Aufschriften identisch.

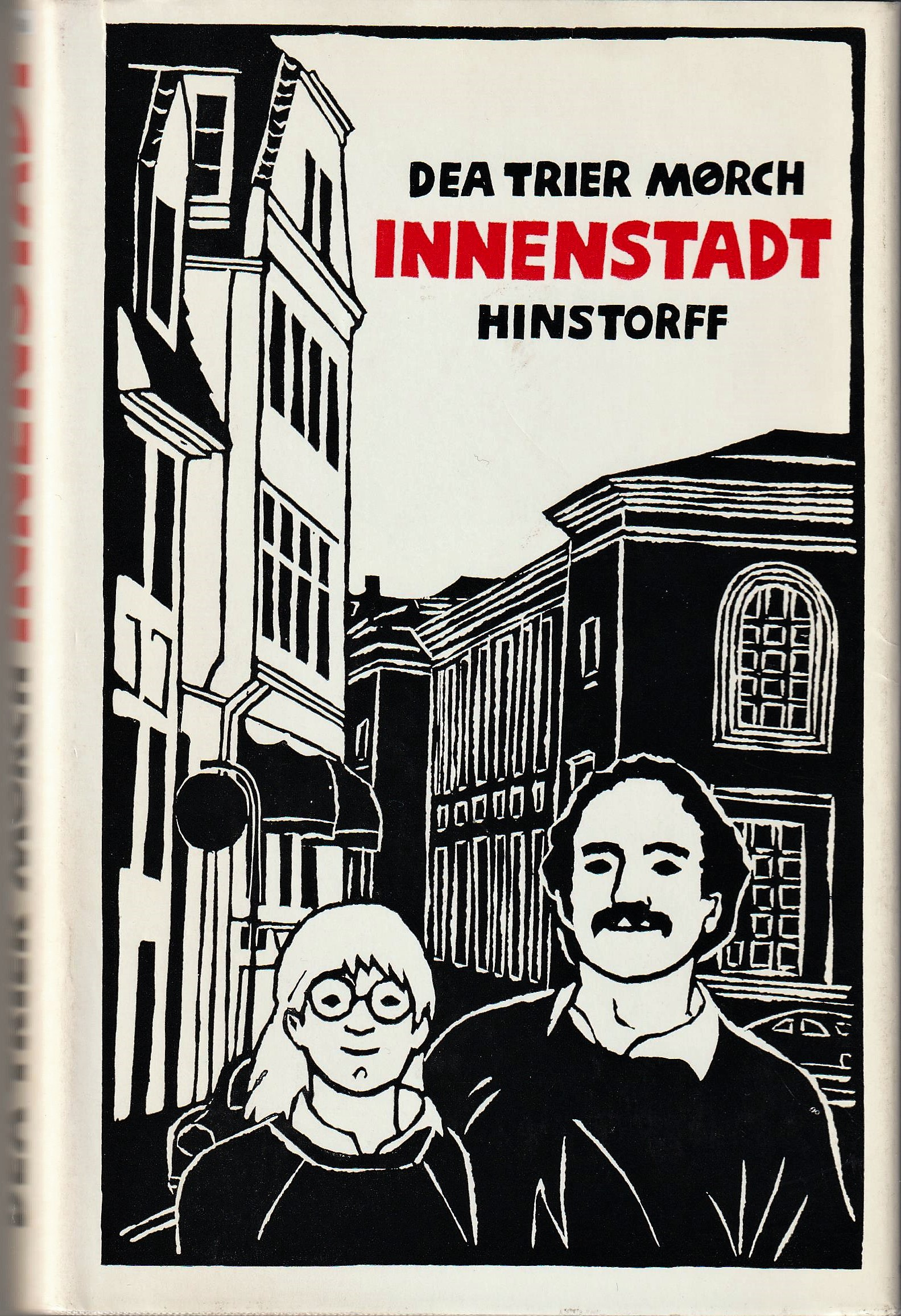
Umschlag des Romans Innenstadt vom Dea Trier Mørch mit ihrem Linolschnitt (deutsche Ausgabe von 1982).

Dea Trier Mørch erste Veröffentlichung erschien 1968 und war ein Reisebericht über die Sowjetunion. 1970 folgte ein Reisebericht über Polen. Ihr erster Roman, Vinterbørn, erschien 1976 (deutsch 1979). Darin stellt sie eine Gruppe von Frauen vor, die sich um die Jahreswende 1974/75 in einer Kopenhagener Geburtsklinik befinden. Die Empfindungen der Mütter während dieser Zeit und der Vorgang der Geburt werden ebenso geschildert wie das Leben der Frauen außerhalb der Klinik nach der Entlassung. Das Buch beruht auf ihren Erfahrungen mit den Geburten ihrer drei Kinder in Kopenhagens Reichshospital. „Es ist allerdings nicht so sehr die Erfahrung der Einzelnen, die im Buch behandelt wird, sondern das soziale System. Die Ernährende und das Neugeborene werden in den Roman eingebunden. Der Roman und die [von Mørch geschaffenen] Illustrationen zeigen in all ihrer Prunklosigkeit, dass der Einzelne nur ein Glied der Gemeinschaft ist.“ Das Buch erzielte große Aufmerksamkeit und wurde in 22 Sprachen übersetzt. Der Erfolg des Buches muss allerdings auch vor dem Hintergrund der Frauen(rechts)bewegung seit den frühen 1960er Jahren gesehen werden. 1979 wurde das Buch von Astrid Henning-Jensen preisgekrönt (Silberner Bär in Berlin) verfilmt. In diesem und den folgenden Romanen tritt Mørchs radikale politische Haltung in Form von Solidarität mit anderen Frauen und dem Glauben an das Vorrecht des Kollektivs vor dem Recht des Individuums deutlich hervor. In ihren späten Büchern wurde sie im Ausdruck weniger dogmatisch, hielt aber ihren Fokus weiterhin auch auf die Allgemeinheit gerichtet und auf den Kampf für ein sinnvolles Leben.
Während das Buch über die Sowjetunion von der Zerbrechlichkeit des Individuums vor dem Hintergrund des großen Landes erzählte, handelt ein großer Teil ihrer Romane von der sozialen Gemeinschaft, in der eine in ihren Augen notwendige Solidarität zum Ausdruck kommt und die für sie zugleich ein Bollwerk gegen die Isolation des Einzelnen in der Gesellschaft darstellt. Sie erzählt von menschlichen Grundbedürfnissen, oft am Rande der Existenz. So auch in der Bildergeschichte En Trekant (Ein Dreieck) von 1977, in der sie sich mit einem jungen Paar beschäftigt, das in einer Zweizimmerwohnung lebt und wegen seines einjährigen Sohnes keine Zeit füreinander findet.
Zu Themenfindung und Arbeitsweise sagt Dea Trier Mørch im Klappentext des dänischen Originals von Die Morgengabe von 1984:

„Ich arbeite sehr genau und langsam, das könnte [auf den ersten Blick] sehr unprofessionell aussehen. Meine Technik ist aber so, dass ich damit beginne etwas zu beschreiben, was [in der Öffentlichkeit] leider konfliktbesetzt ist. Der einzige Ort, wo ich das nicht gemacht habe, war in Kastanienallee. Der Ausgangspunkt für dieses Buch war kein Konflikt, sondern eher die Lust darauf, [beim Schreiben] etwas zu fassen zu kriegen, was in der Kindheit unterhaltsam und heimelig war – und auch etwas mit Angst besetzt, aber zuerst und zuletzt doch attraktiv und einladend [zum Erzählen].“

Im Roman Kastanienalleen (Kastanienallee) von 1978 (deutsch 1985), dessen Hintergrund und Inspiration die Kindheit der Verfasserin ist, wird das Beisammensein mit den Großeltern als dem beruhigenden Gegenpol zum unsicheren Familienverhältnis von drei Kindern beschrieben. Den indre by (1980; Innenstadt, deutsch 1982), ihr nächster Roman, erzählt von dem keineswegs einfachen Verhältnis zwischen der Arbeit einer Frau, ihrem Familienleben und ihrem politischen Engagement in der Kommunistischen Partei. Die Moral des Romans steht in Übereinstimmung mit Dea Trier Mørchs politischer Haltung: dass die Solidarität und Zusammengehörigkeit in der politischen Arbeit auch Ressourcen schafft, um sich mit dem zersplitterten Leben versöhnen zu können. In Aftenstjernen (1982; Abendstern, deutsch 1985) hingegen werden die Fürsorge eines Mannes für seine krebskranke, sterbende Mutter geschildert und der gewaltige Einschnitt in das Familienleben, den Krankheit und Tod mit sich bringen. In der Liebesgeschichte Morgengaven (1984; Die Morgengabe, deutsch 1985) behandelt Dea Trier Mørch das Verhältnis zweier Menschen zwischen den Herausforderungen in ihrem Künstlerleben und deren Auswirkungen auf ihr Liebesleben.
Nach ihrer USA-Reise, etwa 1984, schrieb sie ihr nächstes Reisebuch Da jeg opdagede Amerika (Als ich Amerika entdeckte), das 1986 auf den Markt kam. Es ist eine sowohl kritische als auch faszinierende Erzählung über ein Land, das in den 1970er Jahren das Feindbild der politischen Linken in Dänemark abgegeben hatte. In den USA hatte sich Mørk am heimischsten in Harlem gefühlt, wo sie sich an Martin Luther Kings Kampf für die Rechte der Schwarzen erinnerte.
Etwa 1991/1992 wechselte sie noch einmal das Genre von der Reiseliteratur zum (Beziehungs-)Roman. Landskab i to etager (1992; Landschaft in zwei Stockwerken) beschreibt die schwierige Liebe zwischen zwei modernen, älter werdenden Menschen. Deren Lebenssituation wird geprägt durch die geografische Distanz zwischen ihnen. Die Briefe, die sie sich schreiben, sind durch den äußeren Abstand und zugleich die innere, die emotionale Verbindung in ihrer Paarbeziehung gezeichnet. Ihr letztes Buch, Hvide Løgne (Weiße Lügen), das sie zusammen mit ihrer Tochter Sara geschrieben hat, ist angelegt wie ein Gespräch zwischen Mutter und Tochter über das Aufwachsen in einer von Scheidung betroffenen Familie. 2001 erschien von ihr aus dem Nachlass, herausgegeben von ihrem Ex-Schwager, Lars Trier, Bruder von Troels Trier, ein kleines Schauspielstück mit dem Titel Doras Dagbog (Doras Tagebuch). Es ist die authentische Geschichte über die Flucht einer Gruppe junger Juden mit einem kleinen Ruderboot über den Öresund nach Schweden in einer Oktobernacht. 2017 wurde, ebenfalls aus dem Nachlass, Esteban Murmaler (Esteban der Wandmaler) veröffentlicht, ein humoristisches Romanfragment mit der Titelfigur Esteban Dreyer, der am Beginn der 1990er Jahre in Kopenhagens Künstlermilieu mit Freunden, Geliebter und Kindern lebt und Umgang mit einem exzentrischen Komponisten, Nachtschwärmern, Träumern, Kunstmalern und der kraushaarigen Oceania aus Kuba pflegt.
1990–1991 war Dea Trier Mørch Vorsitzende des Dänischen Schriftsteller-Verbandes.und in den 1990er Jahren Mitglied in den Verbänden Dänischer Bildkünstler, Dänischer Grafiker, Dänischer Schriftsteller und im Dänischen PEN-Club.

## Das grafische Werk
Dea Trier Mørch nutzte in ihrem künstlerischen Schaffen Techniken, mit denen sie großflächige, einfach gestaltete und plakative Werke kreieren konnte. Das waren neben Radierungen Linol- und Holzschnitte. Mit ihnen wollte sie, korrespondierend zu ihrer Zielgruppe, der Arbeiterschaft, und deren vermuteter Kunst-Rezeption, einfache Sachverhalte nachdrücklich ins Bild setzen. „Dea Trier Mørchs Romane und Illustrationen pendeln zwischen scharfsichtigem, gefühlvollem Detail, dem zerbrechlichen Selbst und den größeren Wesen der Familie und der politischen Bindung.“ Über ihre eigenen Romane hinaus illustrierte sie auch die Arbeiten anderer Schriftsteller, u. a. Bücher von Ivan Malinowski (1926–1986), Troels Trier, Hanne Reintoft (* 1934) und Pablo Neruda.
Ihr Engagement im Künstlerkollektiv Røde Mor und dessen Versuch, eine sozialistische Kunst zu schaffen, die sich mit dem Leben der hart arbeitenden Menschen und ihren Bedürfnissen, Problemen und Nöten auseinandersetzen sollte, entsprach ebenfalls ihrer politischen und kulturkritischen Grundhaltung. Ihre künstlerischen Werke (Buchillustrationen, Plakate, Plattencover, Bilder- und Episodengeschichten, Flugblätter) sind in Dänemark im Handel erhältlich.
Ab 1968 bis in die 1980er Jahre präsentierte Dea Trier Mørch ihre individuellen und ihre kollektiv geschaffenen Werke in jährlichen Ausstellungen (deren Besuch meist unentgeltlich war) zusammen mit dem Røde-Mor-Kollektiv. 2002 wurde ihr grafisches Werk in einer großen Gemeinschaftsausstellung mit Røde Mor im Ausstellungsgebäude Den Sorte Diamant der Königlichen Bibliothek in Kopenhagen gezeigt. Am Ende des 2. Jahrzehnts des 21. Jahrhunderts und darüber hinaus wurde es erneut in retrospektiven Einzelausstellungen gewürdigt.
Neuere Ausstellungen:
- 2019 Louisiana Museum of Modern Art, Kopenhagen
- 2020 Kunstmuseum Brandts, Odense
- 2020 Kunsten Museum of Modern Art, Aalborg
- 2020 Holstebro-Kunstmuseum
- 2021 Kunsthall Trondheim, Norwegen

## Wand- und Aktionsmalerei
Von 1988 an war Mørch in kollektive Wand- und Aktionsmalerei involviert, zwischen 1990 und 1993 als Mitglied der Künstlergruppe „Arte por la Vida“ (Kunst für das Leben), zusammen mit u. a. Milton Blanc († 1997). Auslöser für diese Malerei war die Teilnahme an der Kulturmanifestation „Chile Crea“ in Santiago de Chile im Juli 1988, an der auch Ivan Malinowski und Erik Stinus (1934–2009) engagiert waren. Vom 25. bis zum 31. Oktober 1989 beteiligte sie sich am internationalen Kulturdialog Colombia Vive in Bogota und einen Monat später machte sie zusammen mit Thomas Kruse und Milton Blanc Aktionsmalerei unter dem Motto Kærlighed og Mørke (Zärtlichkeit und Finsternis) am Øbrohuset in Kopenhagen. Im Juli 1991 gestalteten die drei Wandmalereien im H.-C.-Andersen-Kindergarten in Havanna, und danach eine 170 m² große Wandmalerei an der Außenwand des kubanischen Transportministeriums zusammen mit kubanischen Kameraden. Im Juli und August 1991 beteiligte sie sich zusammen mit zehn anderen dänischen Künstlern und einer großen Gruppe an einer Wandmalerei an einem 2 Kilometer langen Flussbettabschnitt des Vinalopó (Fluss in Alicante) in Spanien. Im darauf folgenden Jahr war sie zusammen mit anderen Mitgliedern von „Arte por la Vida“ dabei, ebenfalls in Spanien in einem Wandbild die Zeit von 500 Jahren vor der Entdeckung der Indianer durch Christoph Kolumbus zu markieren.

## Wirkung
Über Stil und Wirkung der grafischen Arbeiten von Dea Trier Mørch schreibt die Zeitung „Kristligt Dagblad“ 2019:

„Dea Trier Mørch war eine erzählende Bildkünstlerin und musste ihr Leben als Mutter von Kleinkindern mit dem einer Autorin und Grafik-Künstlerin vereinbaren. Das führte nicht etwa zu einem Bruch in ihrem Leben, sondern wirkte wie eine direkte Verlängerung ihres bildkünstlerischen Wirkens. Nur wenige Werke von Bildkünstlern erreichen hierzulande [in Dänemark] einen so ikonischen Status wie Dea Trier Mørchs grafische Werke. Die schlichte, weiche Linienführung, die ausgewogene Balance zwischen schwarz und weiß, die leicht wiedererkennbaren Alltagsmotive, egal, ob es ein neu geborenes Kind oder eine Frau mit Einkaufstaschen auf dem Radweg in der Dezemberdämmerung ist: Wir erkennen sie wieder, wenn wir sie sehen, ihre Nähe und Wärme und die Solidarität mit der Menschheit, die darin enthalten ist.“

Und anlässlich einer Ausstellung im Louisiana Kunstmuseum in Humlebæk bei Kopenhagen im Januar 2019 schreibt die Zeitung „information“:

„In ihrem Werk ist der leidenschaftliche Wunsch erkennbar, in die Welt einzugreifen, die Welt zu verändern. Aus einem proklamierten sozialistischen Standpunkt heraus. In Dea Trier Mørchs Fall gibt es mittlerweile keinen Zweifel mehr daran, dass ihr künstlerischer Einsatz „wirkte“ und dass ihre Kunst eine kolossale Beeinflussungskraft enthält. Vielleicht kann man mit Gewinn versuchen zu verstehen, dass die Wirkungsgeschichte ihres Werks im Licht der Zeit, in der sie gelebt hat und deren Zeugin sie war, gesehen werden muss. […] Dea Trier Mørch hat mit ihrer Kunst Bilder geschaffen, die fortgesetzt und nachdrücklich wirken. Es sind Bilder, die von einem gesellschaftlichen Engagement zeugen, das ohne Zweifel neue Generationen interessieren wird, für die sich Aktivismus und Engagement als Notwendigkeit aufdrängen. Das ist politische Kunst, die immer da gut ist, wo sie beweist, dass ästhetisches Raffinement und politische Intentionen sich ausgezeichnet verbinden.“

## Film
Die Verfilmung ihres Romans Winterkinder im Jahr 1978 war der größte cineastische Erfolg für Dea Trier Mørch. Bereits 1972 war sie zusammen mit Troels Trier an der künstlerischen Ausstattung eines lyrischen Filmporträts von Ivan Malinowski beteiligt. Das 35-minütige Porträt mit dem Titel Ord er et Mord uden M (wörtl.: Wort ist ein Mord ohne M) war im selben Jahr im Fernsehen zu sehen.
1979 trat Dea Trier Mørch in einem 25-minütigen Filmgespräch mit dem Dichter Hans Scherfig auf, das den Titel Møde med maleren og forfatteren Hans Scherfig (Begegnung mit dem Maler und Schriftsteller Hans Scherfig) hatte. Dieser Film wurde von Jacob Jørgensen produziert.
1980 porträtierte Jacob Jørgensen Dea Trier Mørch selbst in einem gleichnamigen Film, der ein längeres Gespräch mit Ritt Bjerregaard über Grundideen und Leitlinien ihrer künstlerischen und gesellschaftlichen Arbeit enthält. Und Dea Trier Mørch erläutert darin ihre Grundideen und Vorstellungen von Arbeiterkunst, Massenkunst und dem Menschenbild im Kommunismus und spricht darüber, wie Arbeit und Familienleben zu einer höheren Einheit vereinigt werden können.
2001 wurde sie in der dokumentarischen TV-Serie Digtere, divaer og dogmebrødre (Dichter, Diven und Dogmenbrecher) von Liv Thomsen (* 1966) gewürdigt.

## Werke

### Plattencover
Dea Trier Mørch hat folgende Cover für Schallplatten von Røde-Mor- bzw. Troels-Trier entworfen:
- Johnny Gennem Ild Og Vand (Johnny zwischen Feuer und Wasser), 1970
- Betonhjertet (Betonherz), 1975
- Linie 3, 1975
- Troels Trier: Arbejdsløs: Dansk Fremmedarbejder I Sverige (Arbeitslos: Dänische Fremdarbeiter in Schweden), 1976
- Sylvesters Drøm (Sylvesters Traum), 1978

### Bücher (Auswahl)
(Quelle: )
- Sorgmunter socialisme (1968, Sorgenfreier Sozialismus)
- Polen (1970, Reisebericht)
- Vinterbørn (1976, Winterkinder), deutsche Ausgaben 1979, 1983
- En Trekant – Fortælling i Tekst og Billeder (1977, Ein Dreieck – Erzählung in Text und Bildern)
- Kastaniealleen (1978, Kastanienallee), deutsche Ausgabe 1985
- Den indre by (1980, Innenstadt), deutsche Ausgabe 1982
- Aftenstjernen (1982, Der Abendstern), deutsche Ausgabe 1985
- Morgengaven (1984, Die Morgengabe), deutsche Ausgabe 1985
- Da jeg opdagede Amerika (1986, Als ich Amerika entdeckte, Reisebericht)
- Winterkinder. Mit 15 Linolschnitten der Autorin (1988).
- Skibet i flasken (1988, Das Schiff in der Flasche)
- Pengene og Livet (1990, Geld und Leben)
- Landskab i to etager (1992, Landschaft in zwei Stockwerken)
- Hvide løgne (1995, Weiße Lügen, Briefroman)
- Doras Dagbog (2001, Doras Tagebuch. Ein Schauspiel). Aus dem Nachlass.
- Esteban Murmaler (2017, Esteban der Wandmaler). Aus dem Nachlass.

## Ehrungen
- 1969, 1971 und 1975: Leistungen aus dem staatlichen Kunstfonds
- 1977: De Gyldne Laurbær (Der Goldene Lorbeer) – Dänischer Literaturpreis
- 1979: Silberner Bär beim Filmfestival in Berlin
- 1985: Reisezuwendung aus den Hvass-Fonds
- 1985: Lebenslängliche Leistungen aus dem staatlichen Kunstfonds
- 1987: Peter-Sabroe-Preis[A 12]
- 1988: Tagea-Brandts-Reisezuwendung[A 13]
- 1994: Arbeitszuwendung aus dem staatlichen Kunstfonds